# Ahilya Bai
Ahilya Bai (de nom complet Shrimant Akhand Soubhagyavati Devi Shri Ahilya Bai Sahib Holkar) fou regent i sobirana de la suba de Malwa amb seu a Maheshwar. Era filla de Mankoji Rao Scindia, patil de Chonde, i esposa de Khande Rao Holkar, mort el 15 de març de 1754.
Va assolir el poder a la mort sense fills del seu fill Male Rao Holkar el 5 d'abril de 1767 sent reconeguda pel peshwa com a regent i sobirana de propi dret conforme a la tradició familiar (11 de desembre de 1767) si bé el peshwa va nomenar com a subadar a Tukoji I Rao Holkar, d'una altra branca de la família, amb el que Ahilya Bai estava casada.
Va cedir a Tukoji I Rao Holkar els honors, títols i el comandament militar, conservant l'administració civil i la regència plena durant les absències de Tukoji I Rao. La seva administració fou un exemple de bon govern: fou tolerant i justa, va dirigir amb cura tots els departaments i va incrementar notablement la prosperitat; va procurar sempre la pau, i fou caritativa no sols als seus dominis sinó a tota l'Índia. Va construir edificis a Badrinath, Gaya i Rameswaram. Sota el seu govern per primera vegada l'exèrcit va utilitzar batallons manats per Dudrenec, Boyd, i altres.
Va morir a Maheshwar el 13 d'agost de 1795.